# برنارد پاژه
برنارد پاژه (انگلیسی: Bernard Paget; ۱۵ سپتامبر ۱۸۸۷ – ۱۶ فوریهٔ ۱۹۶۱) فرد نظامی اهل بریتانیا بود. وی همچنین برندهٔ جوایزی همچون صلیب نظامی شده‌است.